# Ткач Борис Іванович
Борис Іванович Ткач (нар. 25 жовтня 1935 року, Гусятин, Хмельницька область, УРСР — пом. 24 жовтня 2010 року, Київ, Україна) — радянський воєначальник, генерал-лейтенант, у 1980–1982 роки — командувач 40-ї армії в Демократичній Республіці Афганістан.

## Біографія
Народився 25 жовтня 1935 року в селі Гусятині Чемеровецького району Хмельницької області. 1954 року закінчив середню школу. У тому ж році вступив до Харківського танкового училища, яке закінчив у 1957 році. Після закінчення навчання і до 1964 року був командиром танкового взводу, 27-ї роти механізованої дивізії Південної групи військ. У 1967 році закінчив Військову академію бронетанкових військ. З 1967 по 1973 роки — командир танкового батальйону, начальник штабу, командир 276-го танкового полку, начальник штабу 81-ї механізованої дивізії Далекосхідного військового округу. Брав участь у Даманському конфлікті у 1969 році. 1973 року був призначений командиром 79-ї танкової дивізії Групи радянських військ в Німеччині, в 1975 році підвищений до першого заступника командувача 13-ї армії Прикарпатського військового округу, пропрацювавши на цій посаді до 1979 року. У 1977 році закінчив Військову академію Генерального Штабу. З грудня 1979 року був призначений першим заступником командувача 40-ї армії, частини якої вводяться до Афганістану. З 23 вересня 1980 по 12 травня 1982 року був командувачем 40-ї армії в Демократичній Республіці Афганістан. Керував бойовими діями в Афганістані. Розробляв багато великомасштабних операцій, у тому числі операції «Удар» та «Удар-2».
З травня 1982 по вересень 1984 року — командувач 14-ї гвардійської загальновійськової армії у складі Одеського військового округу, потім перший заступник командувача військ Сибірського військового округу. З 1985 року служив представником головнокомандувача Збройних Сил країн Варшавського договору при Чехословацькій народній армії. У 1991 році, коли Варшавський договір припинив існування, звільнився в запас і проживав у місті Києві. З 1995 року був директором Київської філії Українсько -Нідерландської охоронної фірми «Group 4 Security».
Помер 24 жовтня 2010 року у Києві. Поховання відбулося 26 жовтня у Києві на військовій ділянці Берковецького цвинтаря.

## Нагороди

### Україна
- Орден «За заслуги» 3-го ступеня
- Медаль «Захиснику Вітчизни»

### СРСР
- Орден Червоного Прапора
- Орден Кутузова 1-го ступеня
- Орден Трудового Червоного Прапора
- Орден Червоної Зірки
- Орден «За службу Батьківщині у Збройних Силах СРСР» 3-го ступеня
- Медалі, зокрема:
  - Ювілейна медаль «За військову звитягу. На ознаменування 100-річчя від дня народження Володимира Ілліча Леніна»
  - Ювілейна медаль "Двадцять років Перемоги у Великій Вітчизняній війні 1941—1945 років. "
  - Медаль «Ветеран Збройних Сил СРСР»
  - Медаль «За зміцнення бойової співдружності»
  - Ювілейна медаль «50 років Збройних Сил СРСР»
  - Ювілейна медаль «60 років Збройних Сил СРСР»
  - Ювілейна медаль «70 років Збройних Сил СРСР»
  - Медаль «За бездоганну службу» 1-го ступеня
  - Медаль «За бездоганну службу» 2-го ступеня
  - Медаль «За бездоганну службу» 3-го ступеня

### Іноземні нагороди
Орден Червоного Прапора Афганістан